# Arbeitshaus (Bremen)

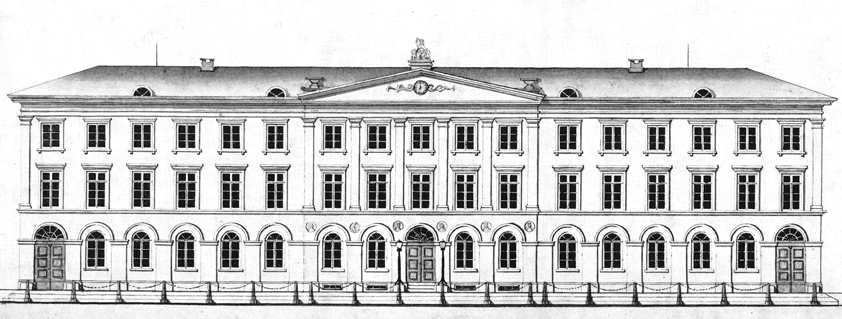
Arbeitshaus Bremen

Das Arbeitshaus  war ein Gebäude in Bremen. 

## Geschichte der Bremer Arbeitshäuser
Ein Arbeitshaus gab es in Bremen seit 1604/06 als Zucht- und Werkhaus in der Großenstraße im Stephaniviertel im heutigen Bremer Stadtteil Mitte. 1791 entstand ein Arbeitshaus auf dem Teerhof in Bremen. In Arbeitshäusern wurden einfache Arbeiten gegen geringen Lohn geleistet, wobei die Hilfe- und Erziehungsfunktionen vordergründig waren.

Auf der so genannten Herrlichkeit auf dem Teerhof flog 1739 der Herrlichkeitzwinger und Pulverturm, die so genannte Braut als Teil der Bremer Stadtbefestigung, in die Luft. 1830 beschloss der Senat hier ein Arbeitshaus zu errichten.

## Das Gebäude
Diese Arbeitshaus im klassizistischen Stil, das von 1830 bis 1831 nach Entwürfen von Friedrich Moritz Stamm erbaut wurde. Es brannte 1944 bei einem Luftangriff aus und wurde später abgerissen.
Auf der Weserseite bestimmte ein fünfachsiger Mittelrisalit mit flachem Dreiecksgiebel den optischen Eindruck. Auf seiner Spitze thronte Brema mit dem Bremer Schlüssel und einem Löwen. Die unterste der drei Etagen hatte Rundbogenfenster. Im Bereich des Risalits waren die Rundbögen mit insgesamt sechs Sandstein-Medaillons mit Darstellungen antiker Götter eingefasst.
In dem Gebäude befanden sich Arbeitssäle, in denen für einen geringen Lohn einfache Tätigkeiten teils freiwillig, teils als Zwangsarbeit ausgeführt wurden, sowie Speisesäle und ein Betsaal. Auch eine „Schule für Kinder armer Leute“ war vorhanden.
Das Arbeitshaus wurde 1922 geschlossen und für die neue Nutzung als Bauhof (Bauverwaltung) der Stadt hergerichtet. Diesem Zweck diente es bis zur Zerstörung 1944. 
Die Sandstein-Medaillons wurden aus den Trümmern geborgen und später im neuen Dienstgebäude des Bausenators in der Kantine an einer Wand angebracht.

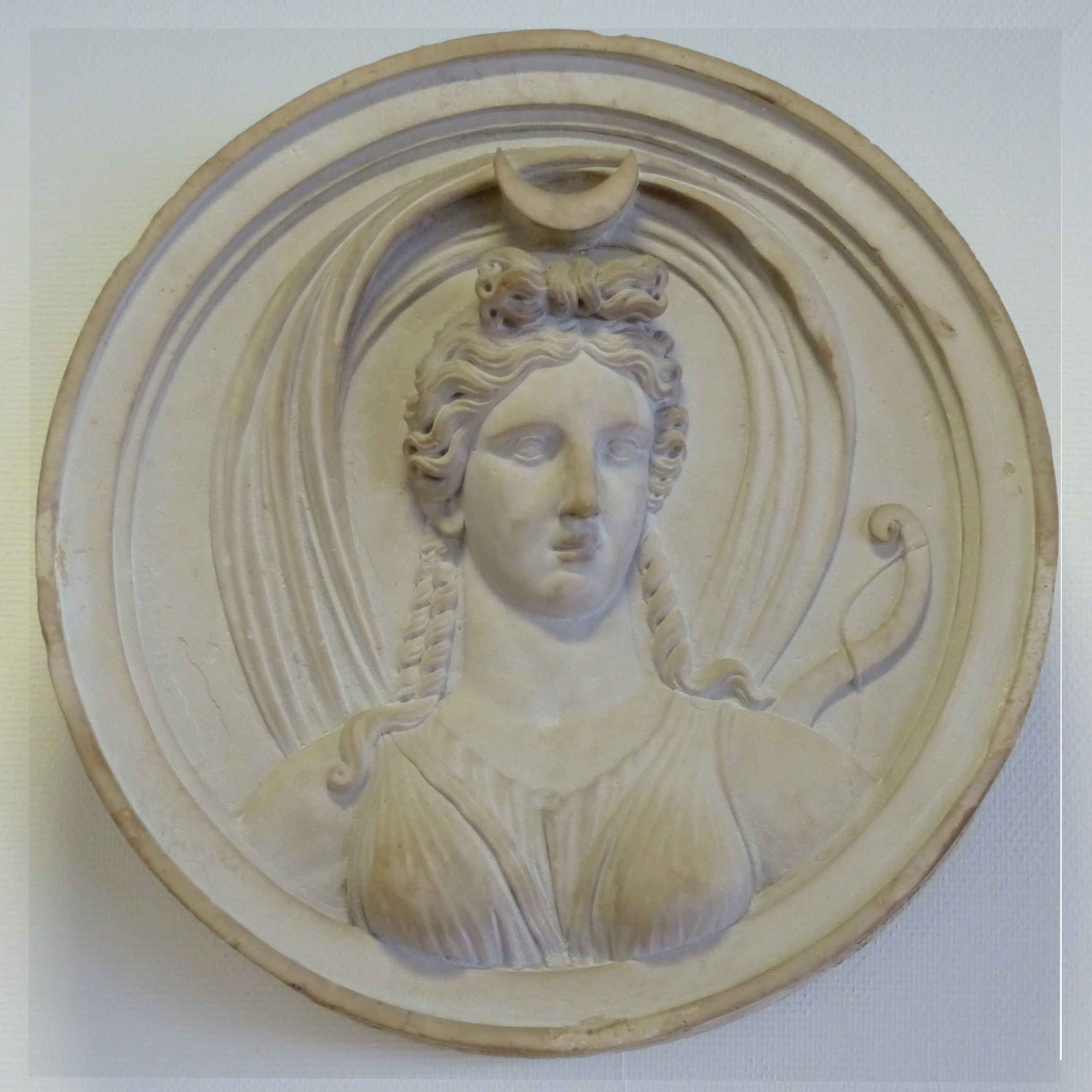
Artemis
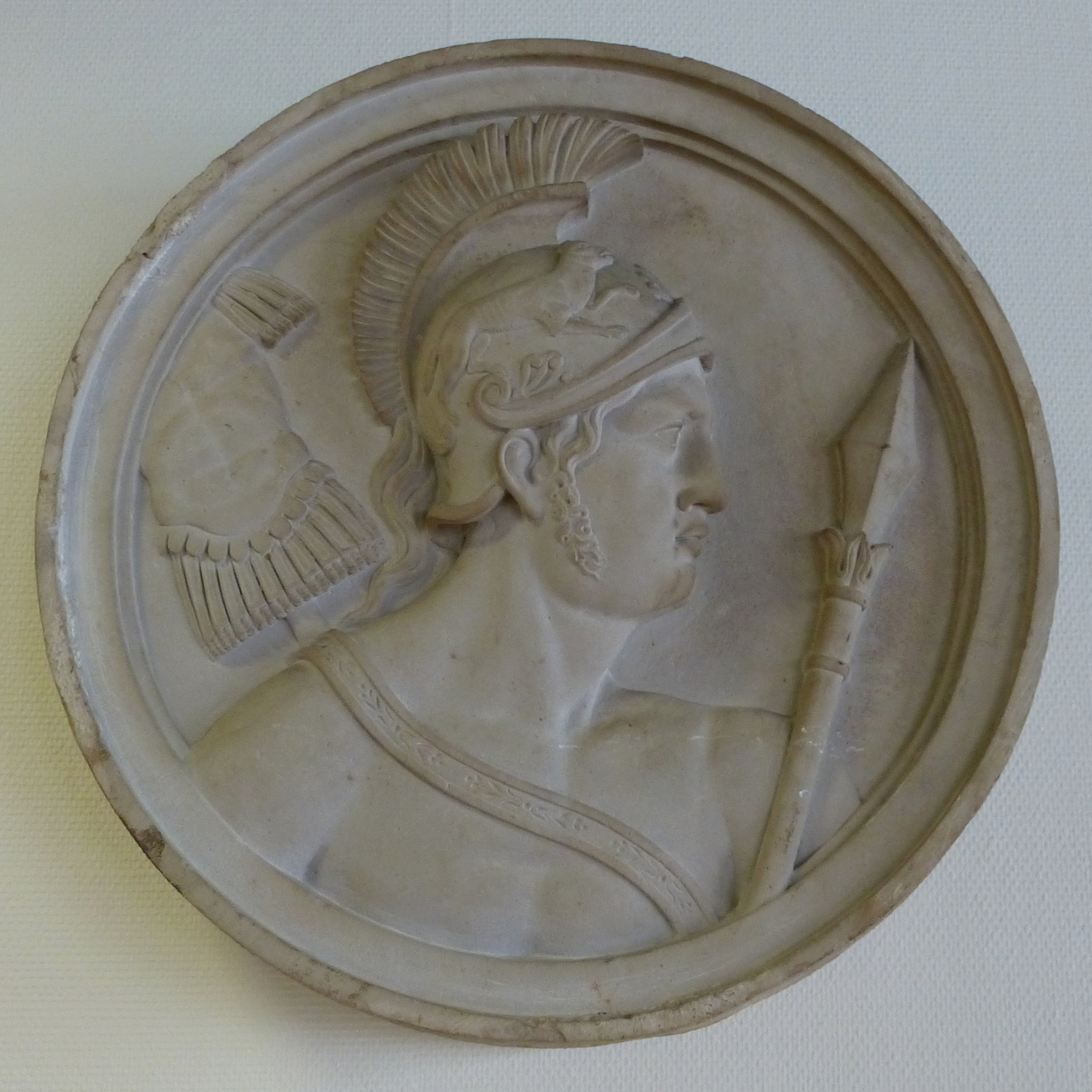
Ares
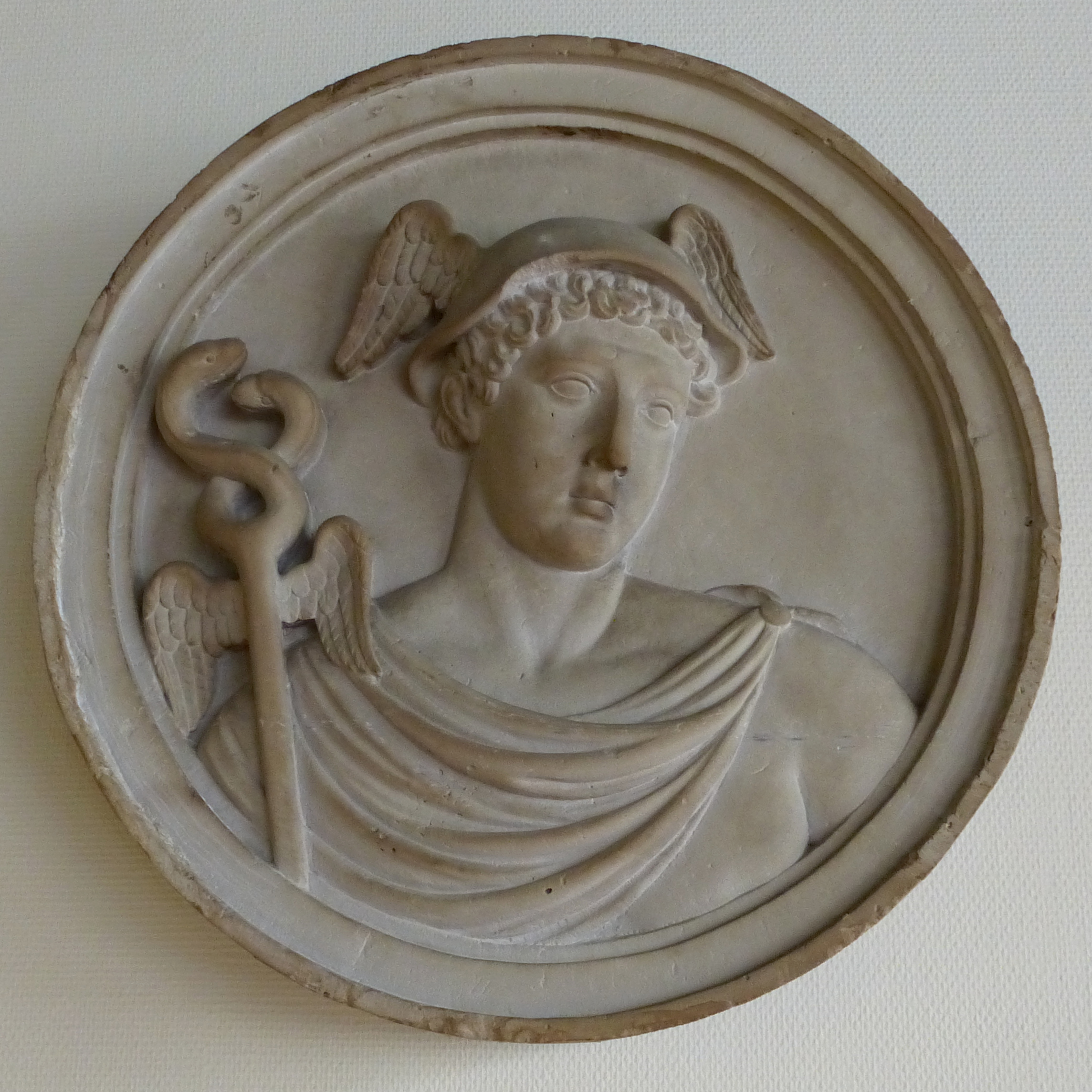
Hermes
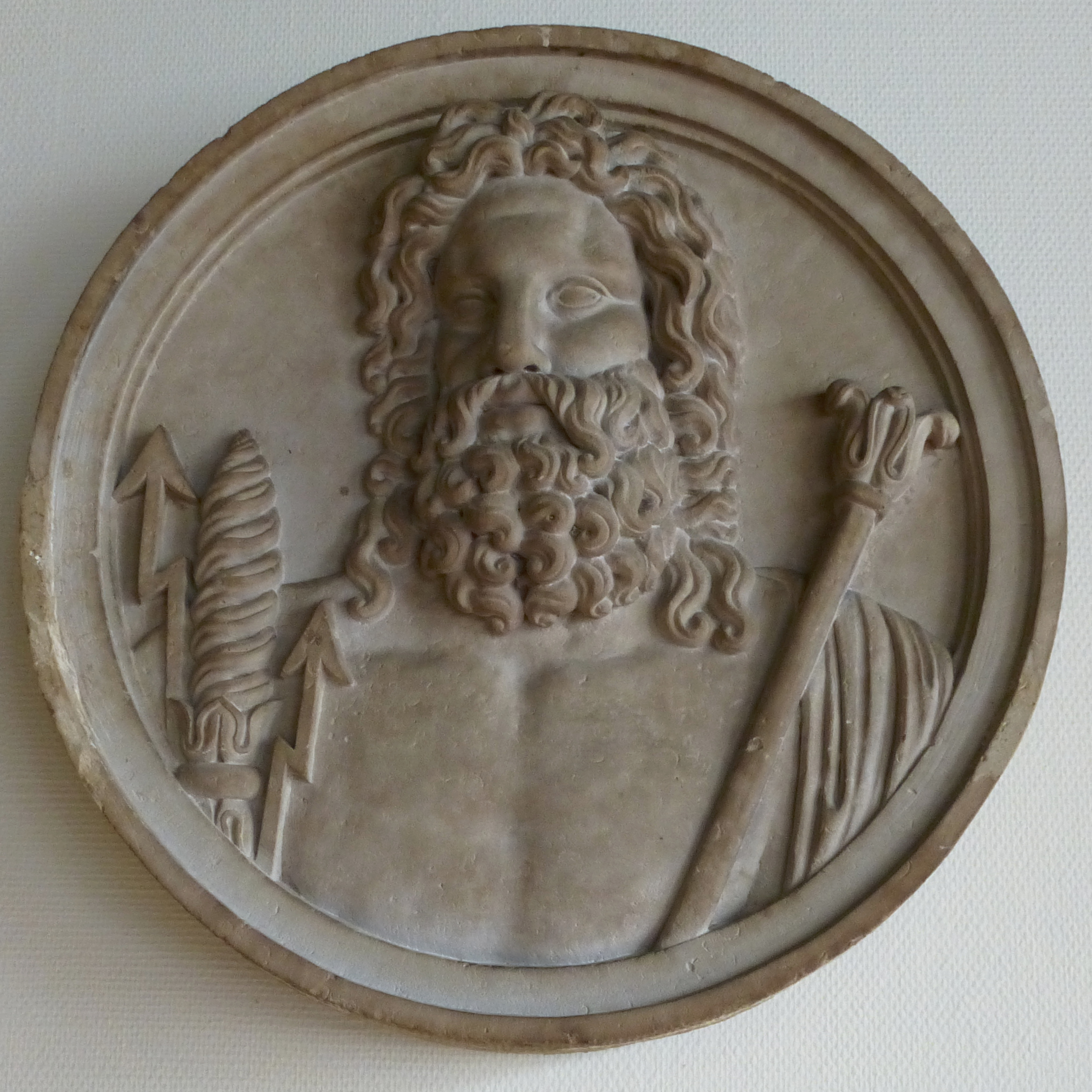
Zeus
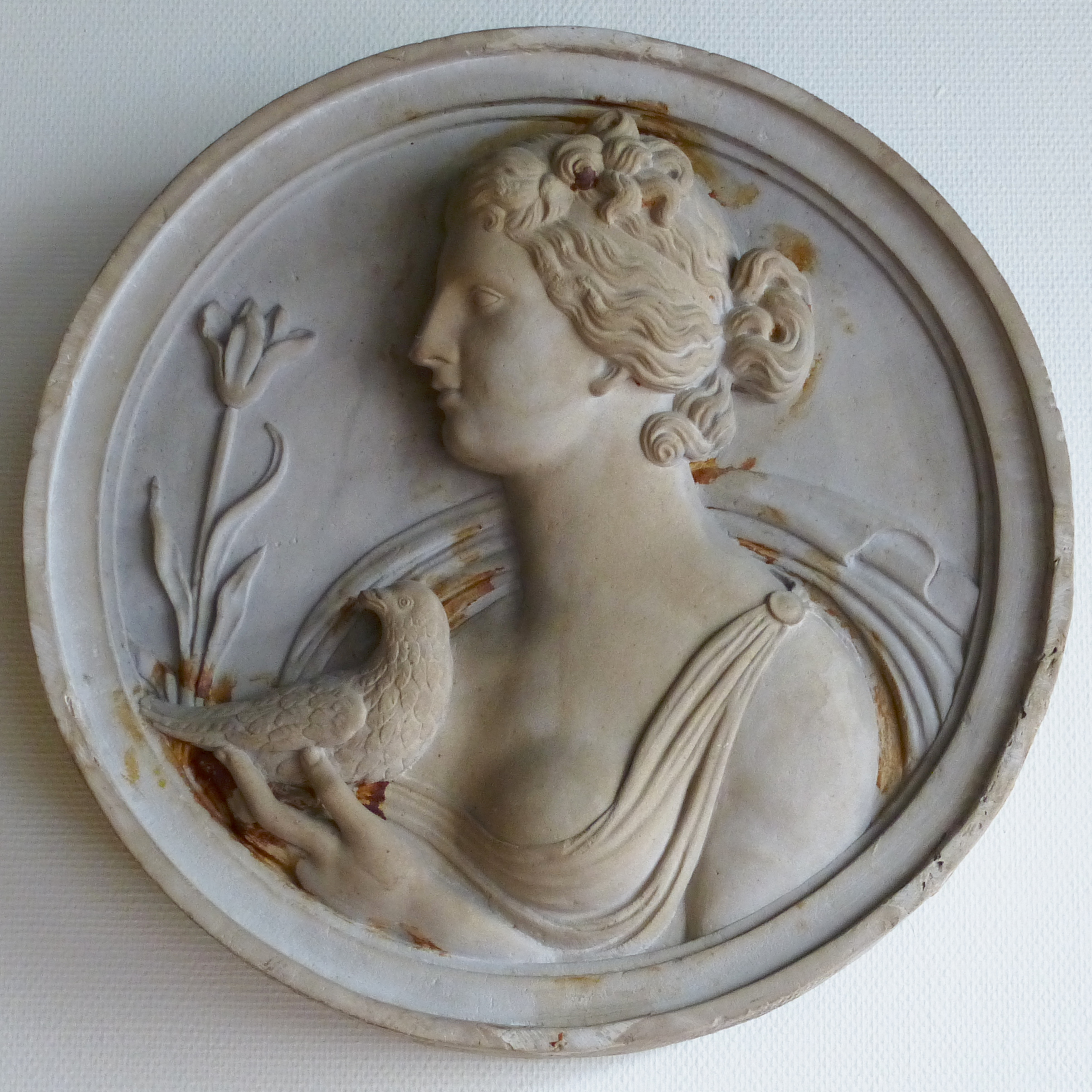
Aphrodithe
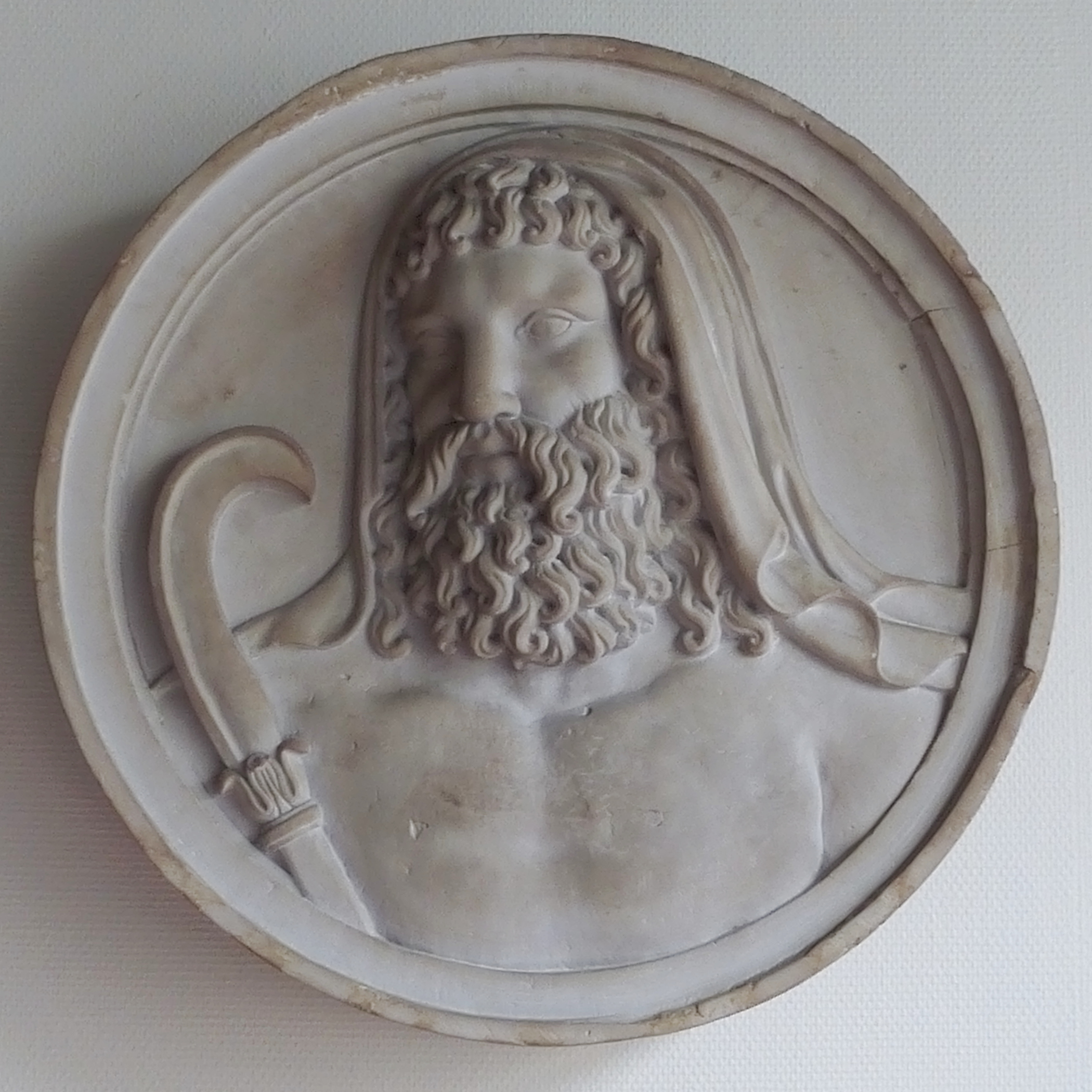
Poseidon